# Prison de Kara
La prison de Kara ou prison de Qara est une vaste prison souterraine construite au XVIIIe siècle sous le règne du sultan Ismaïl ben Chérif dans la ville de Meknès, à l'intérieur de la kasbah ismaélienne.
Son nom lui vient d'un prisonnier portugais qui aurait racheté sa liberté au sultan en échange de la construction de la prison. Celle-ci est construite comme un labyrinthe. 
Plusieurs milliers de prisonniers y ont été enfermés, dont des esclaves chrétiens.
Elle a ensuite été utilisée comme silo. Il est aujourd'hui possible d'en visiter une partie.